# Missé
Missé és un municipi francès situat al departament de Deux-Sèvres i a la regió de la Nova Aquitània. L'any 2007 tenia 861 habitants.

## Demografia

### Població
El 2007 la població de fet de Missé era de 861 persones. Hi havia 336 famílies de les quals 64 eren unipersonals (28 homes vivint sols i 36 dones vivint soles), 130 parelles sense fills, 122 parelles amb fills i 20 famílies monoparentals amb fills.
La població ha evolucionat segons el següent gràfic:
Habitants censats

### Habitatges
El 2007 hi havia 393 habitatges, 342 eren l'habitatge principal de la família, 29 eren segones residències i 22 estaven desocupats. 389 eren cases i 2 eren apartaments. Dels 342 habitatges principals, 282 estaven ocupats pels seus propietaris, 60 estaven llogats i ocupats pels llogaters i 1 estava cedit a títol gratuït; 1 tenia una cambra, 13 en tenien dues, 47 en tenien tres, 86 en tenien quatre i 195 en tenien cinc o més. 295 habitatges disposaven pel capbaix d'una plaça de pàrquing. A 130 habitatges hi havia un automòbil i a 202 n'hi havia dos o més.

### Piràmide de població
La piràmide de població per edats i sexe el 2009 era:
| Homes | Edats   | Dones |
| ----- | ------- | ----- |
| 0     | 95 o +  | 0     |
| 0     | 90 a 94 | 0     |
| 4     | 85 a 89 | 0     |
| 0     | 80 a 84 | 12    |
| 16    | 75 a 79 | 16    |
| 16    | 70 a 74 | 4     |
| 12    | 65 a 69 | 8     |
| 20    | 60 a 64 | 8     |
| 16    | 55 a 59 | 16    |
| 36    | 50 a 54 | 40    |
| 32    | 45 a 49 | 32    |
| 60    | 40 a 44 | 52    |
| 24    | 35 a 39 | 44    |
| 36    | 30 a 34 | 32    |
| 20    | 25 a 29 | 16    |
| 28    | 20 a 24 | 8     |
| 24    | 15 a 19 | 36    |
| 40    | 10 a 14 | 24    |
| 32    | 5 a 9   | 16    |
| 8     | 0 a 4   | 28    |

## Economia
El 2007 la població en edat de treballar era de 580 persones, 434 eren actives i 146 eren inactives. De les 434 persones actives 401 estaven ocupades (218 homes i 183 dones) i 32 estaven aturades (15 homes i 17 dones). De les 146 persones inactives 68 estaven jubilades, 49 estaven estudiant i 29 estaven classificades com a «altres inactius».

### Ingressos
El 2009 a Missé hi havia 362 unitats fiscals que integraven 885,5 persones, la mediana anual d'ingressos fiscals per persona era de 19.523 €.

### Activitats econòmiques
Dels 19 establiments que hi havia el 2007, 4 eren d'empreses de construcció, 4 d'empreses de comerç i reparació d'automòbils, 2 d'empreses de transport, 2 d'empreses d'hostatgeria i restauració, 1 d'una empresa immobiliària, 3 d'empreses de serveis i 3 d'entitats de l'administració pública.
Dels 5 establiments de servei als particulars que hi havia el 2009, 1 era una autoescola, 1 guixaire pintor i 3 fusteries.
L'any 2000 a Missé hi havia 22 explotacions agrícoles que ocupaven un total de 774 hectàrees.

## Equipaments sanitaris i escolars
El 2009 hi havia una escola elemental integrada dins d'un grup escolar amb les comunes properes formant una escola dispersa.

## Poblacions més properes
El següent diagrama mostra les poblacions més properes.